# Rafael Silva (acteur)
Pour les articles homonymes, voir Rafael Silva (homonymie) et Silva.
Rafael Silva né le 18 juin 1994 à Belo Horizonte dans l'état Minas Gerais au Brésil, est un acteur américain.
Il se fait connaître du grand public par son rôle de Carlos Reyes dans la série 9-1-1: Lone Star.

## Biographie

### Jeunesse et formation
Rafael est né le 18 juin 1994 à Belo Horizonte,dans l'état de Minas Gerais au Brésil. À l'âge de 13 ans il déménage aux États-Unis à Harrison dans le New Jersey. Il a grandi en voulant suivre les traces de son grand-père et de certains de ses oncles en voulant devenir vétérinaire et travailler avec les animaux de ferme. Mais à la suite du déménagement il est devenu introverti et craint de parler en public. Pour surmonter ses peurs il s'inscrit pour participer à une pièce de théâtre dans sa première année de lycée, et a ainsi commencé à développer son goût pour le théâtre et le cinéma.   
Par la suite il est allé à l’université de PACE à New York dans le quartier de Manhattan, et a obtenu son B.F.A  de cinéma, de télévision, de doublages, et de la publicité.

### Carrière
En septembre 2019 il rejoint le casting principal de la série 9-1-1: Lone Star créée par Brad Falchuk, Tim Minear et Ryan Murphy, dans le rôle de Carlos Reyes. La série est diffusée depuis le 19 janvier 2020.

## Vie privée
Rafael Silva parle anglais, espagnol, et portugais couramment. Il apprécie les arts martiaux et aime danser.
Il est ouvertement gay.

## Filmographie

### Cinéma

#### Longs métrages
- 2019 : Fluidity de Linda Yellen : Raul

#### Courts métrages
- 2017 : Unpaid Interns : Jay « Pennystock » Meirelles
- 2018 : Narrator Syndrome : Faceless Man #3

### Télévision

#### Séries télévisées
- 2015 : Drunk Art Love : Ed
- 2019 : Madam Secretary (Épisode 5x14 : Pour le mieux) : Oscar Cortez
- 2020-2025 : 9-1-1: Lone Star : Carlos Reyes
- 2020 : The Corps : Darryl Silvanos (5 épisodes)
- 2025 : The Waterfront : Shawn Wilson